# Kanton Mont-sous-Vaudrey
 Mont-sous-Vaudrey is een kanton van het Franse departement Jura. Het kanton maakt deel uit van het arrondissement Dole.    

In 2020 telde het 16.814 inwoners.

Het kanton werd gevormd ingevolge het decreet van 17 februari 2014 met uitwerking op 22 maart 2015 met Mont-sous-Vaudrey als hoofdplaats. 

## Gemeenten
Het kanton omvat volgende 39 gemeenten:
- Augerans
- Bans
- La Barre
- Belmont
- La Bretenière
- Chamblay
- Champagne-sur-Loue
- Chatelay
- Chissey-sur-Loue
- Courtefontaine
- Cramans
- Dampierre
- Écleux
- Étrepigney
- Évans
- Fraisans
- Germigney
- Grange-de-Vaivre
- La Loye
- Montbarrey
- Monteplain
- Mont-sous-Vaudrey (hoofdplaats)
- Mouchard
- Nevy-lès-Dole
- Orchamps
- Ounans
- Our
- Pagnoz
- Plumont
- Port-Lesney
- Ranchot
- Rans
- Salans
- Santans
- Souvans
- Vaudrey
- La Vieille-Loye
- Villeneuve-d'Aval
- Villers-Farlay